# Эллис, Фред

Карикатура Эллиса Фреда, 1927 год

Фред Эллис (англ. Fred Ellis; 5 июня 1885, Чикаго — 10 июня 1965, Нью-Йорк) — американский художник, график, карикатурист, педагог.

## Биография
Родился в рабочей семье. Бросил школу после 8-го класса. С 14 лет работал рассыльным, учеником в цинкографии, чернорабочим на чикагских бойнях. В 1905 году 20-летний Эллис был среди 20 000 бастующих рабочих чикагского упаковочного завода. Устроился на работу в архитектурную компанию Фрэнка Ллойда Райта. 
С 1905 года  учился в художественной школе в Чикаго (сейчас Школа Чикагского института искусств), подрабатывая созданием вывесок, специализируясь на больших наружных вывесках. С 1914 года сотрудничал как карикатурист в профсоюзной прессе. Участвовал в забастовках. 
В 1924 году вступил в компартию США. В 1927 году Эллис переехал в Нью-Йорк, с того же года – главный художник газеты «Daily Worker», в 1930‒1936 годах жил и работал в СССР для газет «Правда», «Труд», англоязычной «Moscow Daily News», жил некоторое время в Берлине. В 1936 году вернулся в США к своей работе в «Daily Worker», преподавал в Американской школе художников .
Ф. Эллис — один из крупнейших художников-графиков, для которого характерна исключительная широта политического кругозора и чёткость классовой революционной позиции. В реалистических, понятных рабочему образах художник  вскрывал классовый смысл иллюстрируемого явления. По своим приемам Эллис очень близок Р. Майнору, оказавшему на него значительное влияние, но следует также указать на его близость к О. Домье.
В ясных, широких и живописных по манере рисунках Эллиса нашли страстное и лаконичное выражение тем.